# Ioan Cristea (deputat)
Ioan Cristea (n. 25 ianuarie 1964, Hunedoara) este un politician român, fost membru al Parlamentului României, ales în județul Hunedoara, pe listele PNL, în legislatura 2004-2008. Ioan Cristea a fost validat pe data de 19 decembrie 2007, când a înlocuit-o pe deputata Monica Maria Iacob Ridzi. Ioan Cristea a fost membru în comisia pentru politica economică, reformă și privatizare din luna februarie 2008. În cadrul activității sale parlamentare, Ioan Cristea a fost membru în grupul parlamentar de prietenie cu Regatul Spaniei. 

## Legături externe
- Sinteza activității parlamentare în legislatura 2004-2008 Arhivat în 18 iunie 2018, la Wayback Machine.,  cdep.ro